# Premi Vautrin Lud
El Premi Vautrin Lud és el nom pel qual es coneix al Premi Internacional de Geografia Vautrin Lud, que és el màxim guardó en el camp de la geografia a nivell internacional.
És concedit des de 1991 i considerat el Premi Nobel de Geografia;

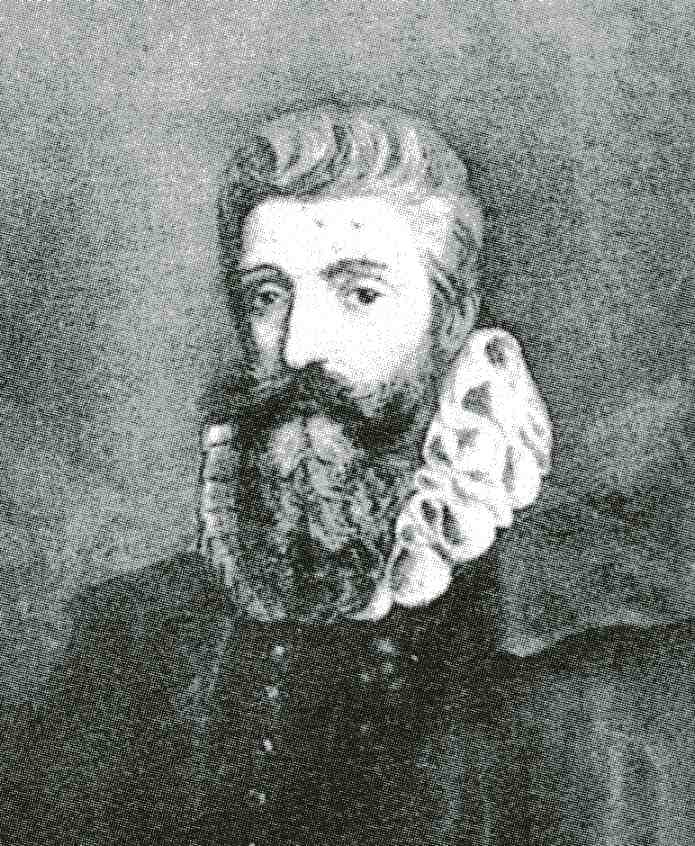
Vautrin Lud

El guardó porta el nom de l'estudiós francès del segle xvi Vautrin Lud, que acredita nomenar al Nou Món America després d'Amerigo Vespucci. S'atorga anualment en el Festival Internacional de Geografia en Saint-Dié-des-Vosges, França (la ciutat natal de Vautrin Lud), i és decidit per un jurat acadèmic de cinc persones.

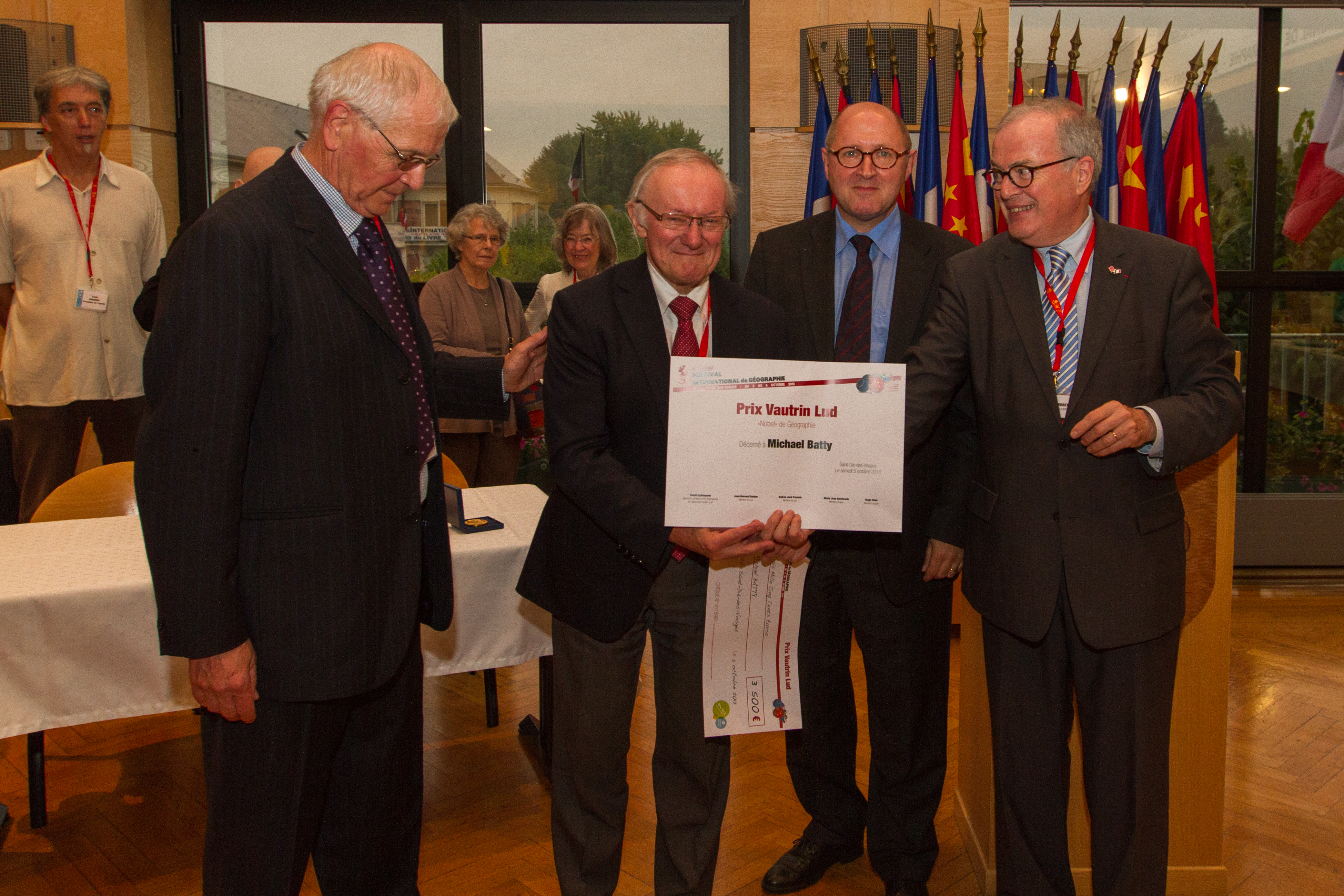
Entrega del premi a Michael Batty en 2013

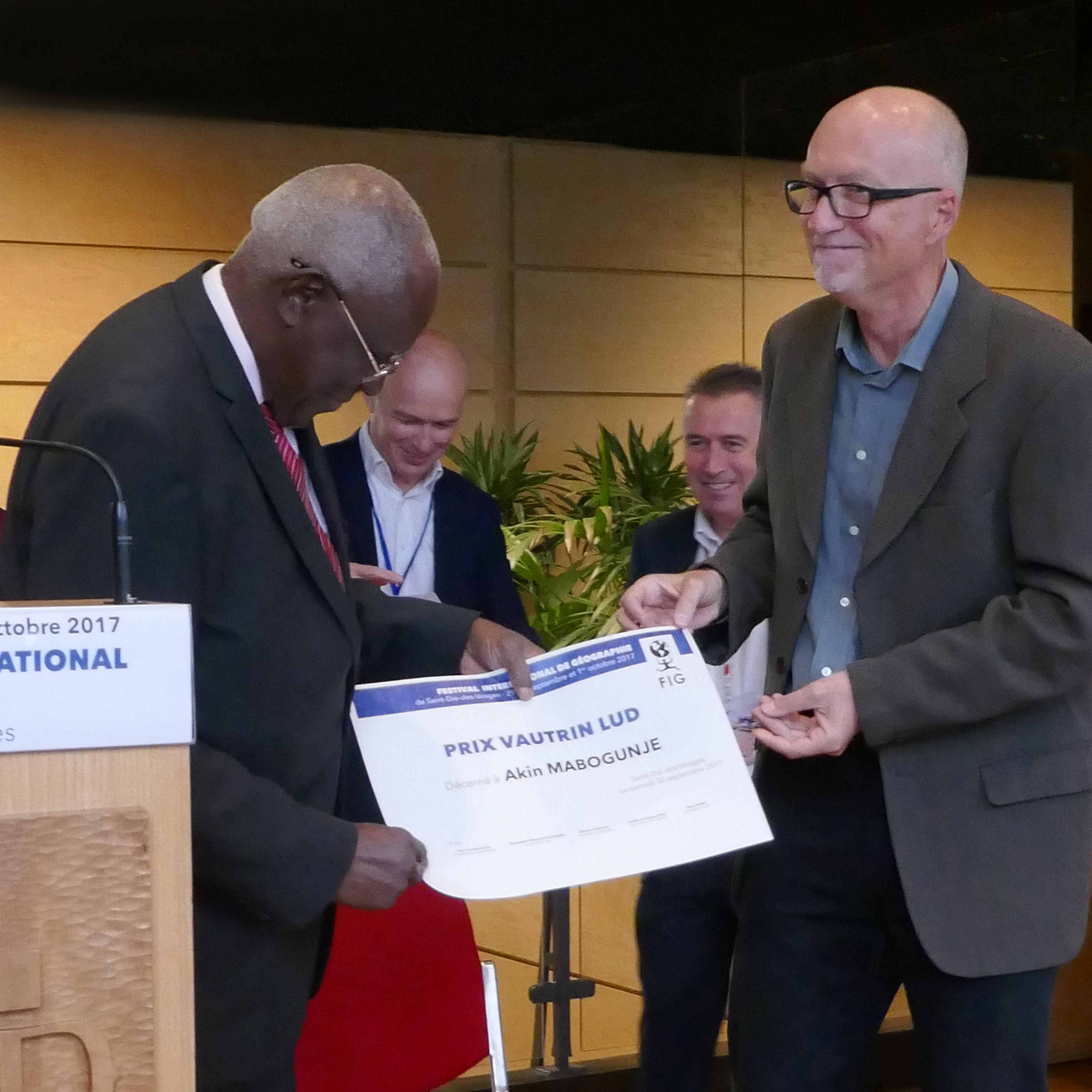
Jean-Christophe Gay entregant el premi a Akin Mabogunje en 2017.

## Premiats
| Nom                                    | País                          | Any  |
| -------------------------------------- | ----------------------------- | ---- |
| Peter Haggett                          | Regne Unit                    | 1991 |
| Torsten Hägerstrand i Gilbert F. White | Suècia i Estats Units         | 1992 |
| Peter Gould                            | Estats Units                  | 1993 |
| Milton Santos                          | Brasil                        | 1994 |
| David Harvey                           | Regne Unit                    | 1995 |
| Roger Brunet i Paul Claval             | França                        | 1996 |
| Jean-Bernard Racine                    | Suïssa                        | 1997 |
| Doreen Massey                          | Regne Unit                    | 1998 |
| Ron J. Johnston                        | Regne Unit                    | 1999 |
| Yves Lacoste                           | França                        | 2000 |
| Peter Hall                             | Regne Unit                    | 2001 |
| Bruno Messerli                         | Suïssa                        | 2002 |
| Allen J. Scott                         | Estats Units                  | 2003 |
| Philippe Pinchemel                     | França                        | 2004 |
| Brian J. L. Berry                      | Estats Units                  | 2005 |
| Heinz Wanner                           | Suïssa                        | 2006 |
| Mike Goodchild                         | Regne Unit                    | 2007 |
| Horacio Capel Sáez                     | Espanya                       | 2008 |
| Terry McGee                            | Canadà                        | 2009 |
| Denise Pumain                          | França                        | 2010 |
| Antoine Bailly                         | Suïssa                        | 2011 |
| Yi-Fu Tuan                             | R.P. de la Xina/ Estats Units | 2012 |
| Mike Batty                             | Regne Unit                    | 2013 |
| Anne Buttimer                          | Irlanda                       | 2014 |
| Edward Soja                            | Estats Units                  | 2015 |
| Maria Dolors Garcia Ramon              | Catalunya                     | 2016 |
| Akin Mabogunje                         | Nigèria                       | 2017 |
| Jacques Lévy                           | França                        | 2018 |

## Membres del jurat
Aquests geògrafs han format part del jurat<:
- Maria João Alcoforado[7] (2009-2014, présidente du jury 2014)
- Antoine Bailly (1991-1998, president del jurat 1997)
- Wolfgang Brücher[8]
- Anne Buttimer (president del jurat 2012)
- Carminda Cavaco[9](1998-2002)
- Hugh Clout[10] (2014)
- William J. Coffey
- Frans Dieleman
- Wilfried Endlicher[11] (2005-2009)
- Benoît Antheaume
- Jorge_Gaspar
- Vicente Gozalvez Pérez (2002-2006)
- Sven Illeris[12] (2002-2006)
- Rémy Knafou
- Christian Leibundgut[13]
- Andrés Precedo Ledo (2014)
- Denise Pumain
- Jean-Bernard Racine (2014)
- Thérèse Saint-Julien
- Roland Paskoff
- Alexandru Ungureanu (2003-2008)
- Manuel Valenzuela Rubio (1996-2002)
- Paul Villeneuve